# Pfarrkirche Bergheim

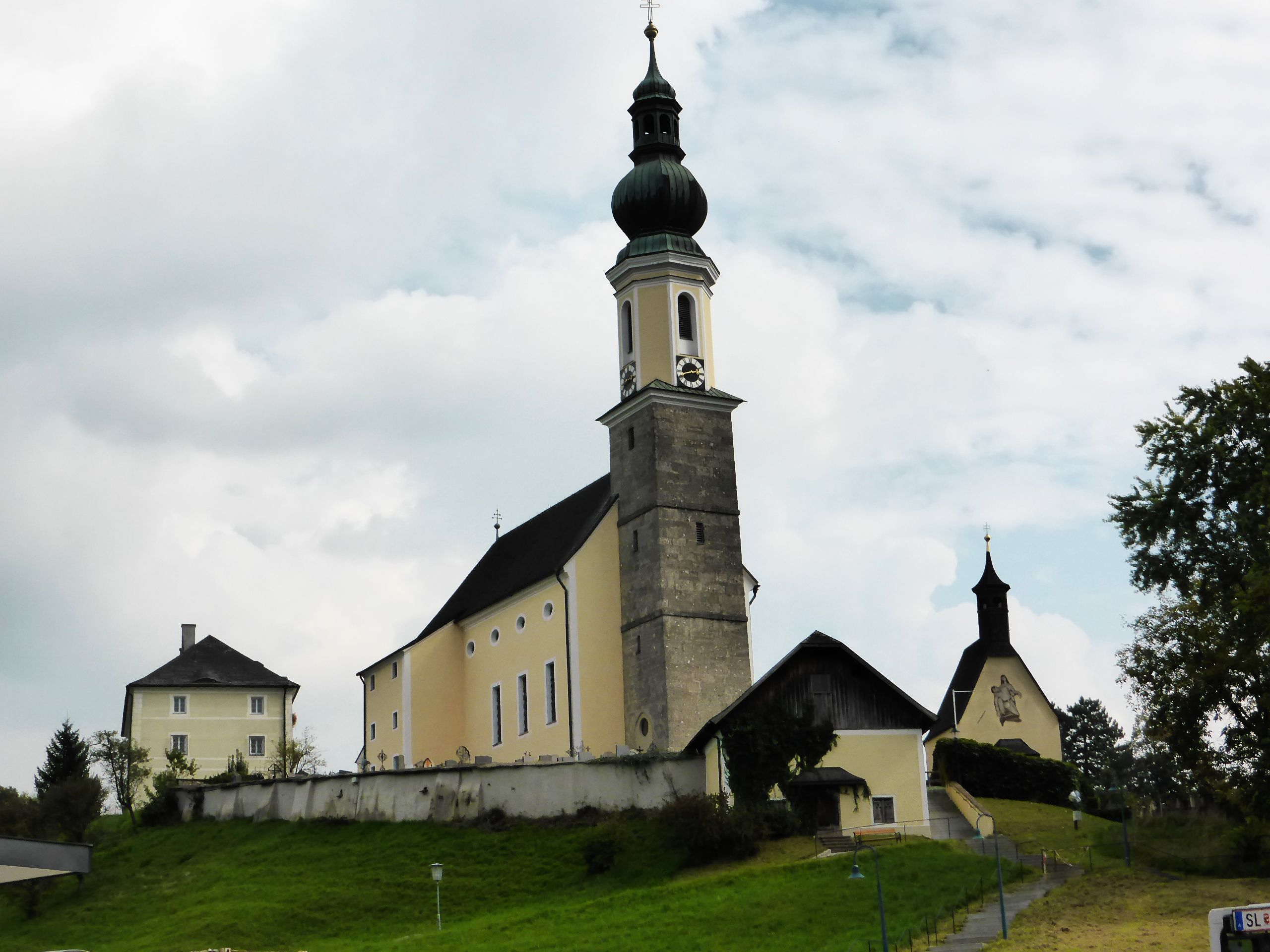
Ensemble der Pfarrkirche Bergheim

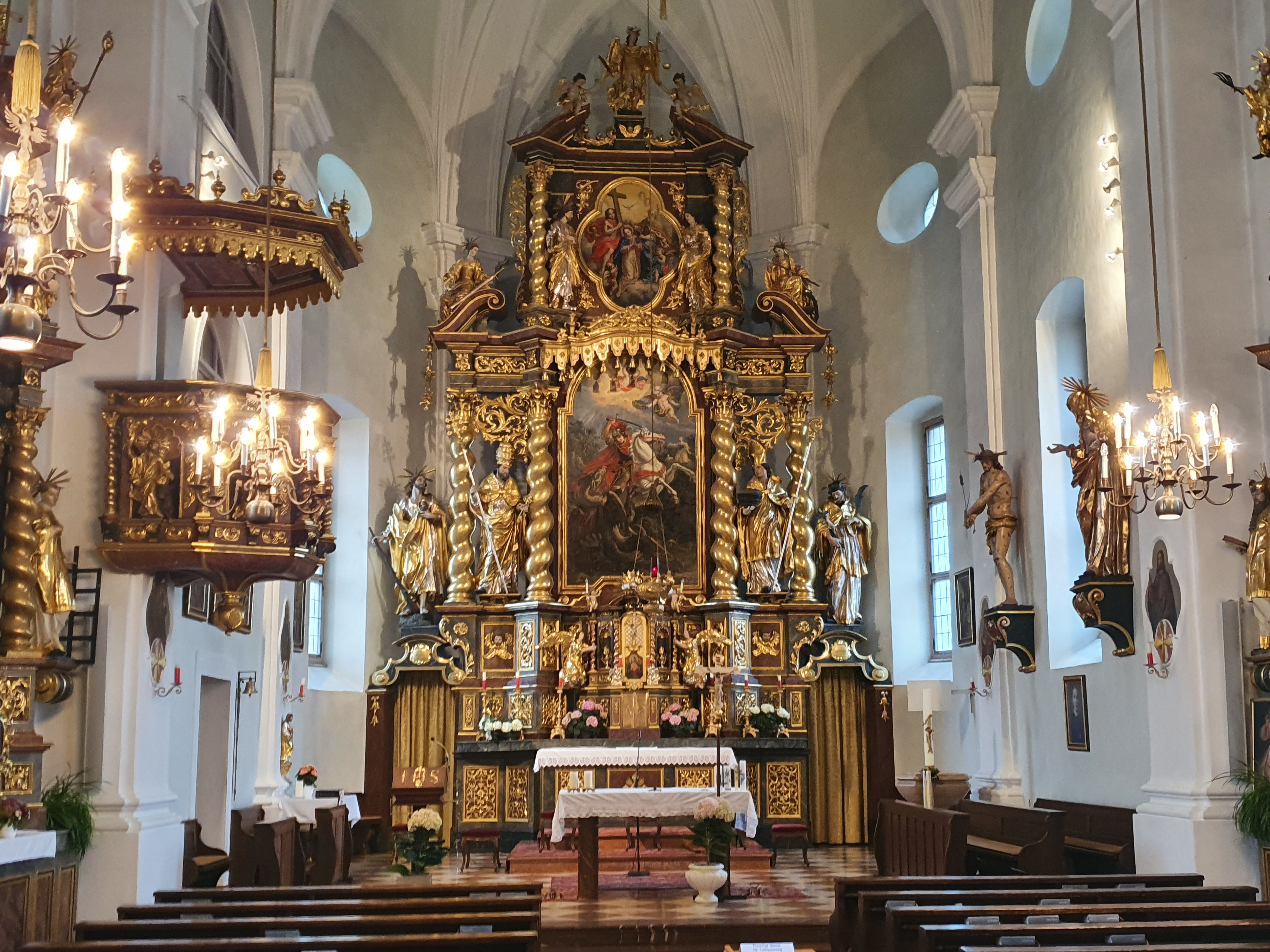
Chor mit Hochaltar

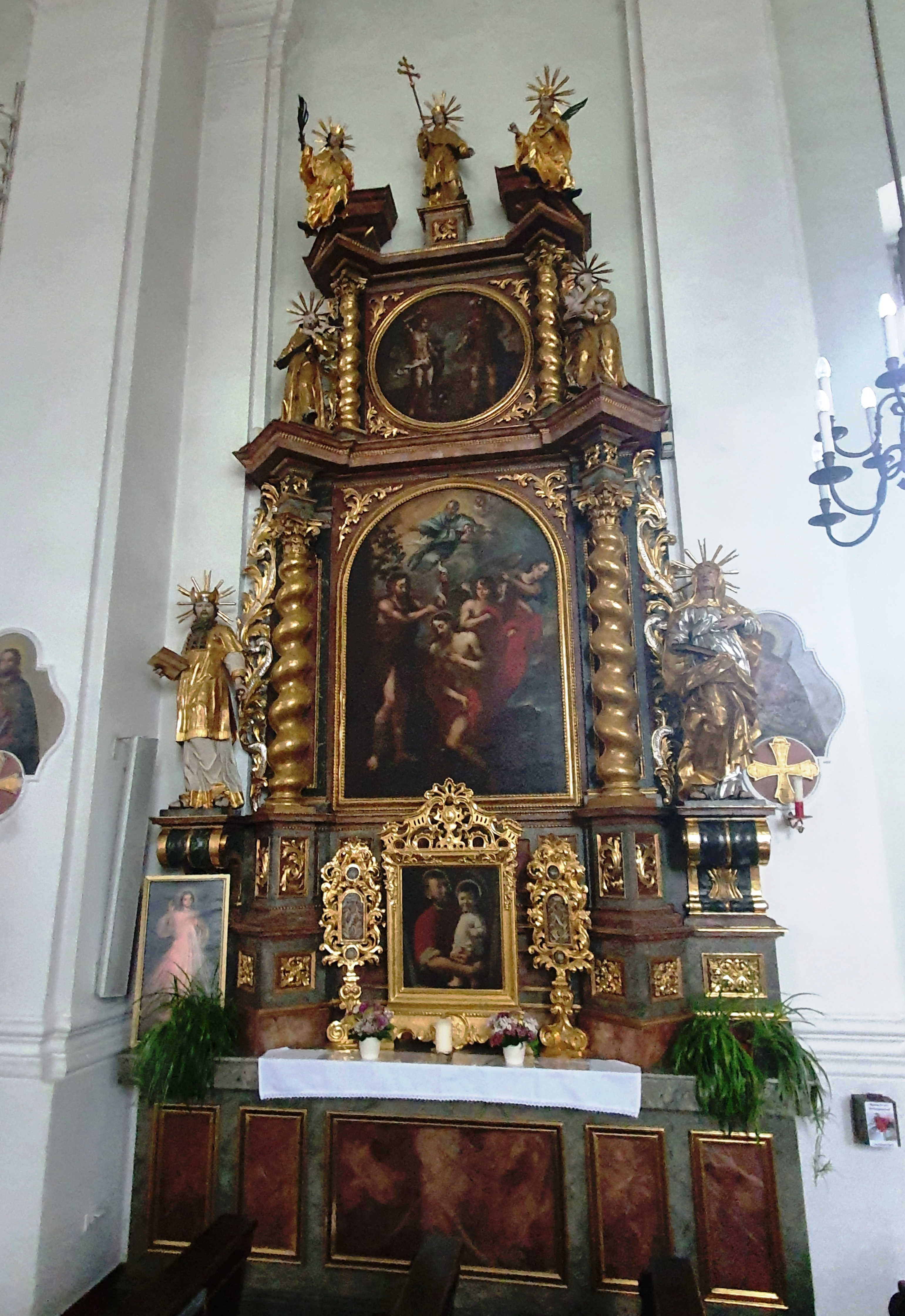
Rechter Seitenaltar: Taufe Christi

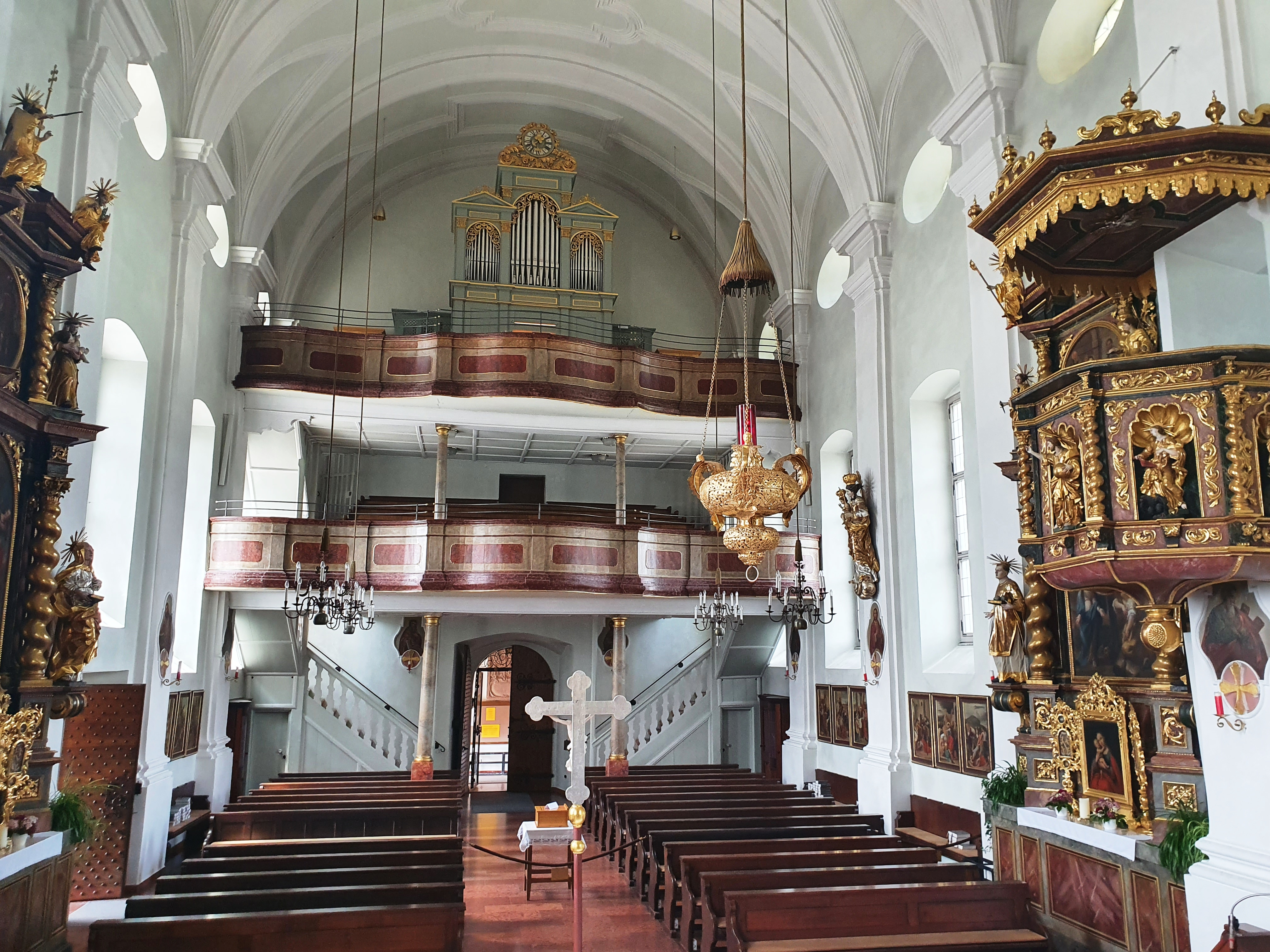
Bet- und Musikempore

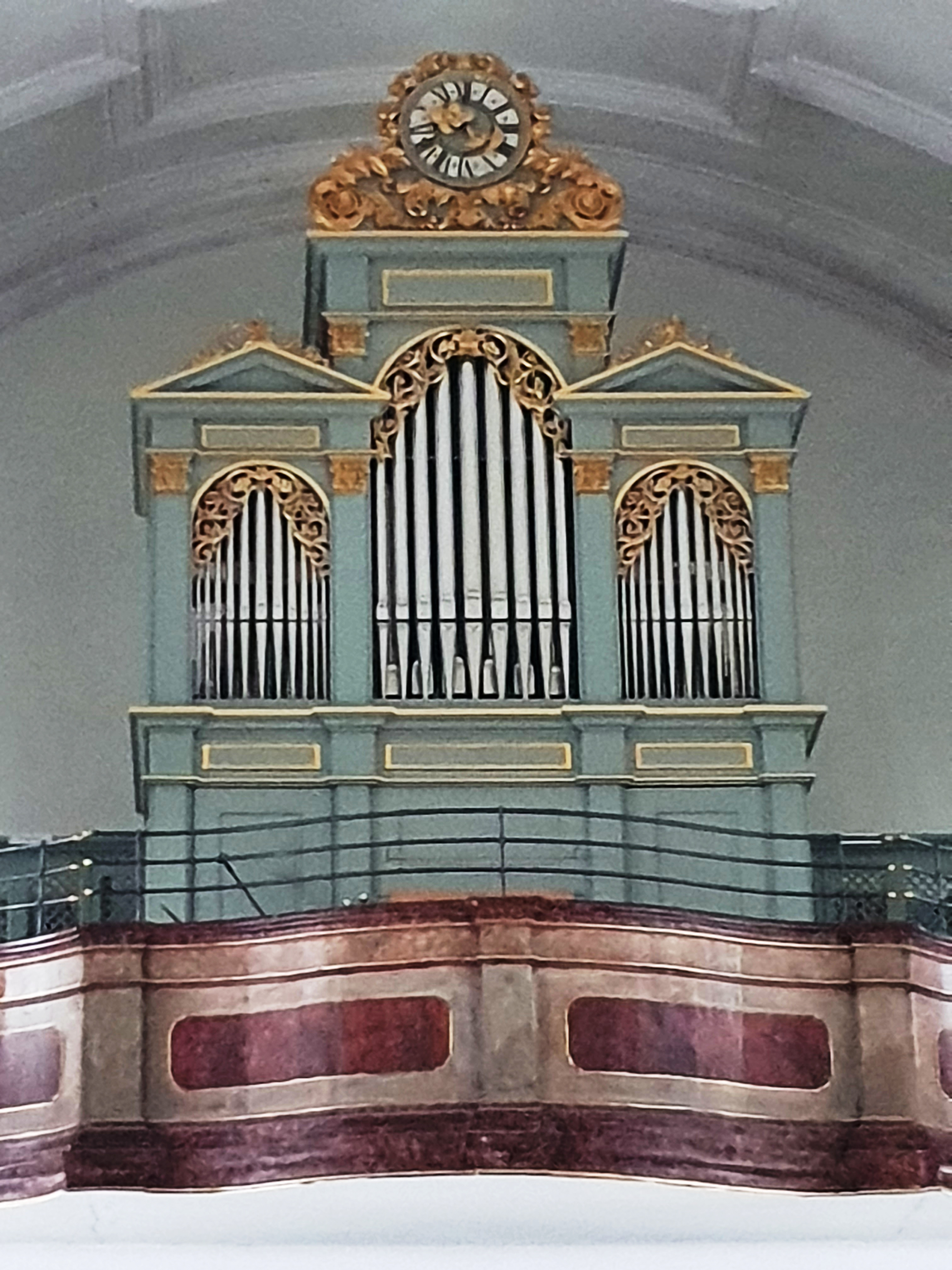
Klais-Orgel (2017) im Gehäuse von Johann Mauracher (1859)

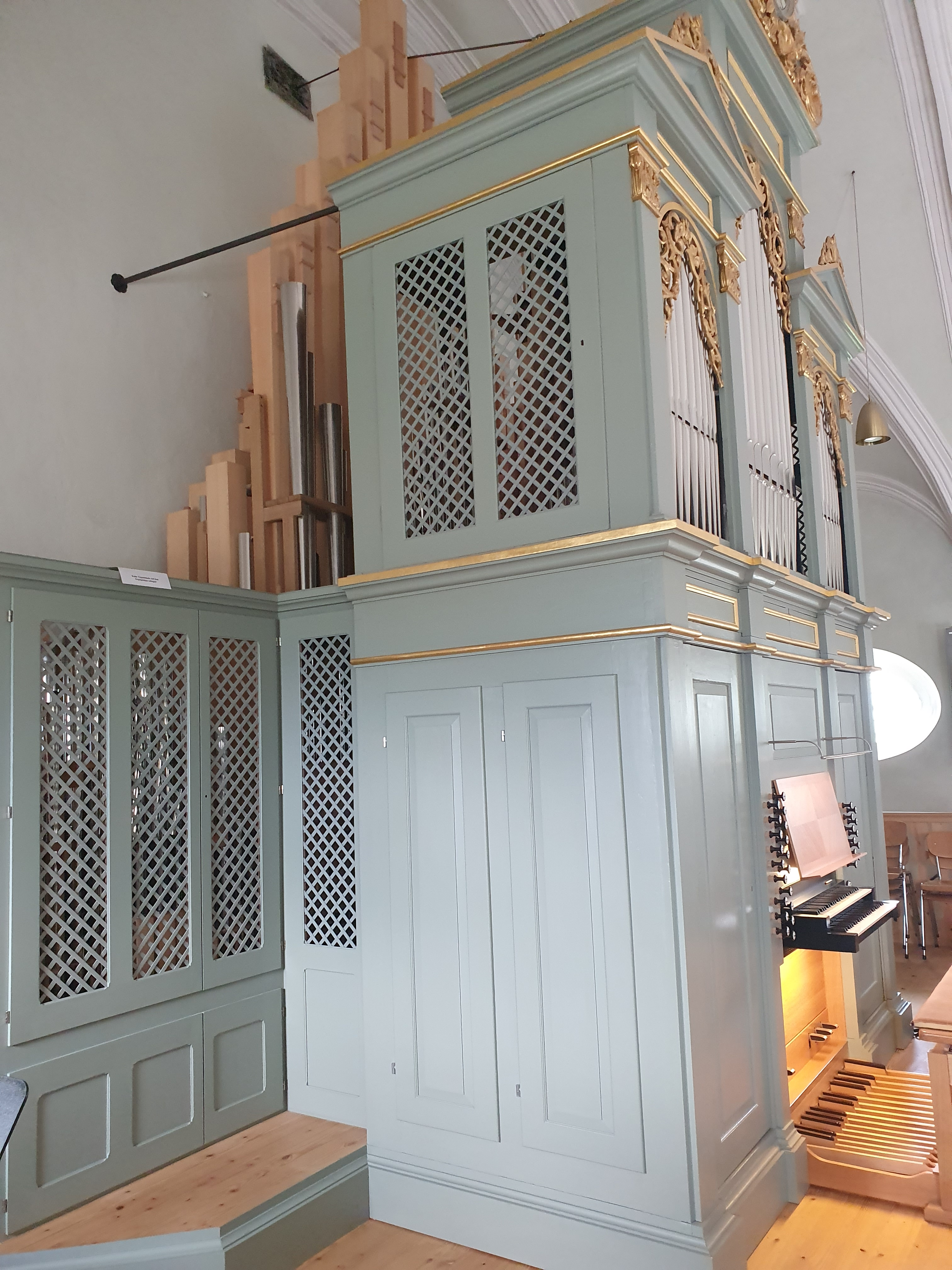
Klais-Orgel mit Pfaffengitter-Erweiterung für das II. Manual

Die römisch-katholische Pfarr- und Dekanatskirche zum hl. Georg steht in der Gemeinde Bergheim im Bezirk Salzburg-Umgebung und steht unter Denkmalschutz.

## Geschichte
Die Kirche wurde bereits in der Notitia Arnonis aus dem 8. Jahrhundert genannt. Das Patrozinium zum hl. Georg könnte darauf hindeuten, dass es sich um die ehemalige Burgkapelle der Bergheimer gehandelt hat. Ob hier tatsächlich der Herrenhof der Bergheimer (das gesaezz zu Perkhaim) gestanden hat, ist aber unsicher, da bei den Renovierungsarbeiten 1979/80 und 1990/91 keine älteren Mauerreste im Gelände gefunden werden konnten.
Urkundlich wird 927 hier erstmals eine Kirche erwähnt. Vermutlich lag die Achse dieser gotische Kirche in der gleichen Richtung wie der heutige Barockbau. 1520 wurde hier durch den Chiemseer Bischof Berthold Pürstinger die Kirche, der Friedhof und die Laurentiuskapelle neu geweiht. 1695 wurde die Kirche wegen Baufälligkeit abgetragen und von dem Baumeister Matthias Köllensperger im frühbarocken Stil neu errichtet. Planverfasser war vermutlich Giovanni Gaspare Zuccalli, der unter Erzbischof Max Gandolf von Kuenburg in Salzburg die Kirchen St. Kajetan und St. Erhard und auch die zu Bergheim gehörenden Filialkirchen zu Söllheim und Hallwang errichtet hatte.
Im frühen 11. Jahrhundert wurde Bergheim als Sitz der Mutterpfarre bestimmt, zu der auch die Filialkirchen in Fischach und Anthering gehörten. Ein erster Pfarrer ist namentlich erst 1211 genannt. 1430 kommt auch die dem hl. Martin geweihte Filialkirche in Hallwang dazu. 1642 wurden Anthering und 1787 Hallwang als Vikariate wieder ausgegliedert und 1790 auch in Elixhausen eine eigene Kuratie gebildet. Seit 1812 ist Bergheim Sitz eines Dekanats, dem heute die Pfarreien Anif, Bergheim, Elixhausen, Eugendorf, Grödig, Großgmain, Hallwang, Niederalm, Siezenheim, St. Vitalis und Wals sowie die Seelsorgestellen Fürstenbrunn-Glanegg, Rif und Walserfeld angehören.

## Pfarrkirche
Der Chor ist nach Nordosten gerichtet und folgt dem Sonnstand des Patroziniums (Georgstag, 23. April). Am südlichen Eingang befindet sich ein Grabstein des Priesters Wolfgang Hofer († 1565). Das runde Nordfenster ist ein von Markus Ertl geschaffenes Heilig-Geist-Fenster.
Der Kirchenraum ist ein einschiffiger Saalbau. Die vier Joche des Langhauses sind durch Wandpilaster gegliedert. Der Chorraum endet in einer runden Apsis. Der Raum wird durch viereckige Fenster und darüber liegende Ochsenaugen beleuchtet. Die Wandgliederung setzt sich mit Tonnengewölben fort. Der westliche Abschluss wird durch eine Doppelempore mit einer Orgel gebildet.

## Ausstattung
Der Hochaltar wurde von dem Salzburger Tischler Lorenz Windpichler 1705/1706 geschaffen. Das Altarbild zeigt eine Darstellung des Heiligen Georg im Kampf mit dem Drachen, der hier als Symbol des Bösen gilt. Das darüber liegende Auszugsbild zeigt die Krönung Mariens. Beide Bilder wurden 1704 von Johann Friedrich Pereth gemalt. Neben den gewundenen Säulen fallen die Figuren der hll. Judas Thaddäus, Rupert, Petrus und Johannes Nepomuk auf. Auf dem Altar finden sich ferner Darstellungen des hl. Josef, des Johannes des Evangelisten, der hll. Barbara und Katharina von Alexandrien. Ganz oben am Altar ist der Erzengel Michael dargestellt.
Die Kanzel wurde 1697 von Georg Michler angefertigt. Die Ausstattung stammt von Simeon Fries und zeigt Christus als Salvator mundi sowie die vier Evangelisten. An der Unterseite der Kanzel ist ein Granatapfel als Symbol des Leidens Christi dargestellt.
Die beiden Seitenaltäre stammen von Lorenz Windpichler aus dem Jahr 1707.
Auf der linken Seite der Kirche befindet sich der sogenannte Kreuzaltar. Der Figurenschmuck stammt von Simeon Fries. Das Altarbild stammt aus der Zeit um 1704. Auf der Mensa steht das Passauer Maria-Hilf-Bild. Auf dem Altar befinden sich zudem die Märtyrer Stephanus und Laurentius sowie die Märtyrerinnen hll. Appolonia und Agatha. Darüber sind die hl. Scholastika und die Klostergründerin Ottilia vom Elsass dargestellt. Ganz oben ist die hl. Margareta dargestellt.
Auf der rechten Seite der Kirche ist der sogenannte Taufe-Christi-Altar. Das Hauptbild zeigt die Taufe Christi durch Johannes den Täufer. Auf dem runden Auszugsbild sind römische Soldaten sowie die beiden Märtyrer Sebastian und Florian. Der Statuenschmuck besteht aus dem hl. Zacharias und der hl. Elisabeth. Darüber sind Antonius von Padua und Franz von Assisi und weiters der hl. Karl Borromäus. Auf der Mensa findet sich ein Bild des hl. Josef mit dem Jesusknaben; dieses stammt von dem Tiroler Maler Toni Kirchmayr von 1940.

### Orgel
Die erste urkundliche Orgel wurde 1704 „von Burghausen herauf angekauft“. 1859 erstellte Johann Nepomuk Carl Mauracher aus Braunau am Inn eine neue Orgel mit acht Registern, die 1867 von Matthäus Mauracher umgebaut, und um eine separate Windlade für fünf Stimmen erweitert wurde: für zwei Pedalregister und drei Register im neuen zweiten Manual. Johann Joseph Kliebenschädl kollaudierte die Orgel am 13. Juni 1867.
1968 wurde in das Gehäuse von 1859 durch die Orgelbaufirma Dreher und Reinisch ein Instrument mit mechanischen Schleifladen und einem freistehenden Spieltisch eingebaut, welches allerdings weder klanglich noch in technischer Hinsicht zufriedenstellend war.
Im Jahre 2017 schuf die Orgelbaufirma Johannes Klais eine neue Orgel für Bergheim. Dieses Instrument hat 28 Register auf zwei Manualen und Pedal. Das Gehäuse wurde auf den Ursprungszustand von 1859 rückgeführt und restauriert. Das Positiv ist in zwei neuen Orgelkästen untergebracht, welche seitlich vom Pedalgehäuse an der Wand platziert, und historisierend gestaltet sind. Die Orgelweihe nahm Erzbischof Franz Lackner am 15. Oktober 2017 vor.
Disposition wie auf den Registerschildern
| I Hauptwerk C–f3 |                |       |
| 1.               | VIOLA DI GAMBA | 8′    |
| 2.               | FLAUTEN        | 8′    |
| 3.               | COPEL          | 8′    |
| 4.               | HOHLFLÖTEN     | 8′    |
| 5.               | CORNET III     | 2 ⁄3′ |
| 6.               | TREMULANT      |       |
| 10.              | PRINCIPAL      | 8′    |
| 11.              | OCTAV          | 4′    |
| 12.              | QUINT          | 2 ⁄3′ |
| 13.              | SUPEROCTAV     | 2′    |
| 14.              | MIXTUR IV      | 1 ⁄3′ |
| 15.              | TROMPET        | 8′    |

| II Positiv C–f3 |              |        |
| 20.             | DOPPELFLÖTEN | 8′     |
| 21.             | ROHRFLÖTEN   | 8′     |
| 22.             | NASAT        | 2 ⁄3′  |
| 23.             | FLAGEOLET    | 8′     |
| 24.             | TERZ         | 1 3⁄5′ |
| 25.             | FAGOTT       | 8′     |
| 26.             | UNDAMARIS    | 8′     |
| 27.             | SALICIONAL   | 8′     |
| 28.             | QUINTADENA   | 8′     |
| 29.             | FUGARA       | 4′     |
| 30.             | TREMULANT    |        |

| Pedal C–d1 |                |     |
| 7.         | FLÖTENBASS     | 8′  |
| 8.         | VIOLON         | 8′  |
| 9.         | SUPEROCTAVBASS | 4′  |
| 16.        | SUBBASS        | 16′ |
| 17.        | OCTAVBASS      | 8′  |
| 18.        | POSAUN         | 16′ |
| 19.        | TROMBON        | 8′  |

- Koppeln: II/I, II/I Suboktavkoppel, I/P, II/P, II/P Superoktavkoppel

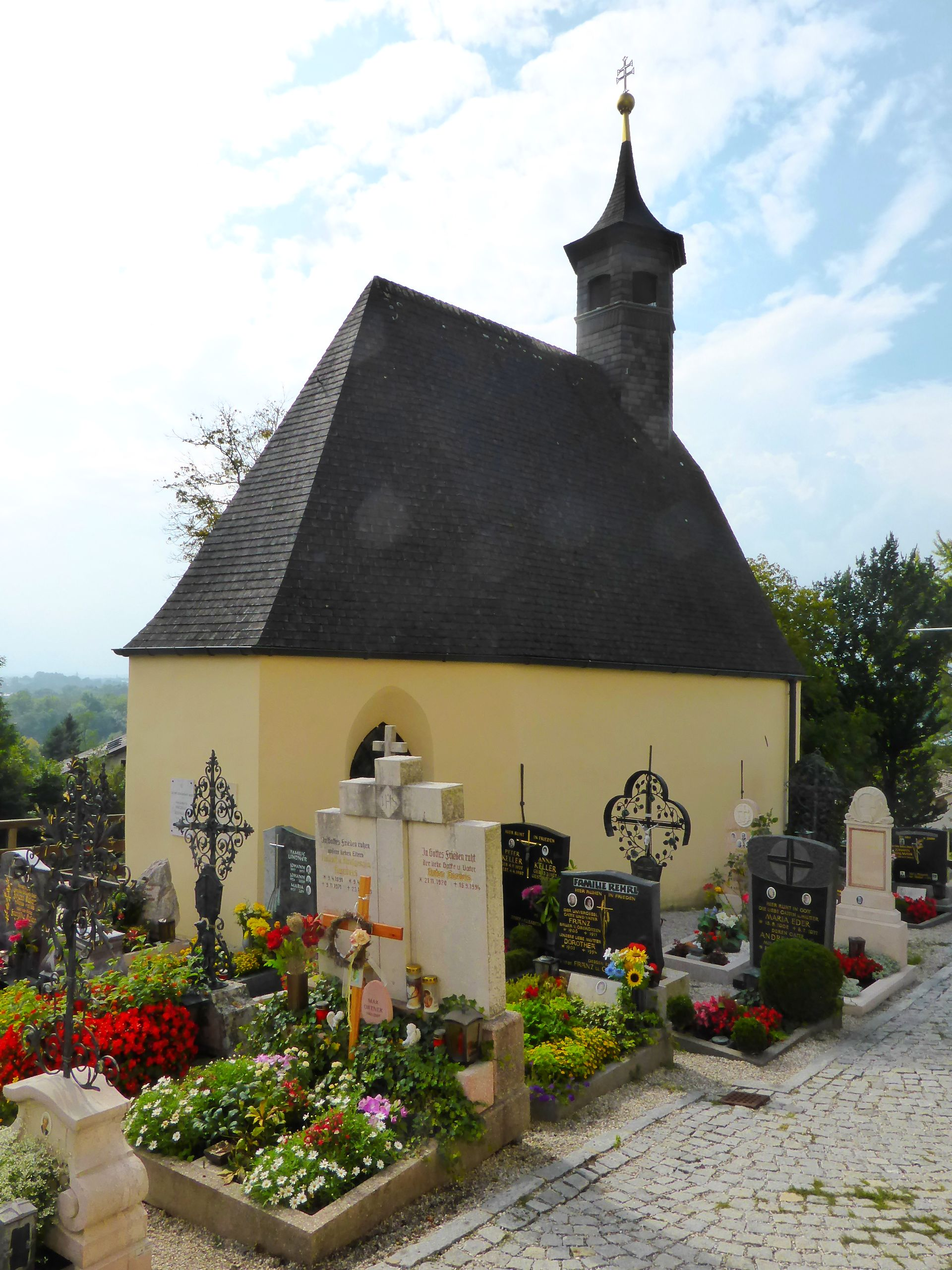
Laurentiuskapelle

- Temperierung: Bach-Kellner
- Stimmton: a1 = 440 Hz bei 15 °C

Anmerkungen
1. ↑  Ursprünglich zu Ehren des em. Pfarrers Felix Königsberger mit FELIXFLÖTEN 8′ beschriftet.
2. ↑  Auslasstremulant.
3. ↑  ab c0, schwebend zu SALICIONAL 8′, 40 % Zinn.
4. ↑  Auslasstremulant.
5. ↑  Extension aus SUBBASS 16′, Holz.
6. ↑  Extension aus OCTAVBASS 8′, 75 % Zinn.
7. ↑  volle Becherlänge, C–H Holzbecher, ab c0 Metallbecher, 70 % Zinn.

## Laurentiuskapelle
Die Laurentiuskapelle wurde 1520 eingeweiht. Sie ist ein einschiffiger Raum mit einem Parallelrippengewölbe und einem 3/8-Abschluss. Das aus dem frühen 17. Jahrhundert stammende hochbarocke Altarbild stellt den Märtyrer Laurentius dar. Seit 1950 dient diese Kapelle als Kriegergedächtnisstätte von Bergheim.

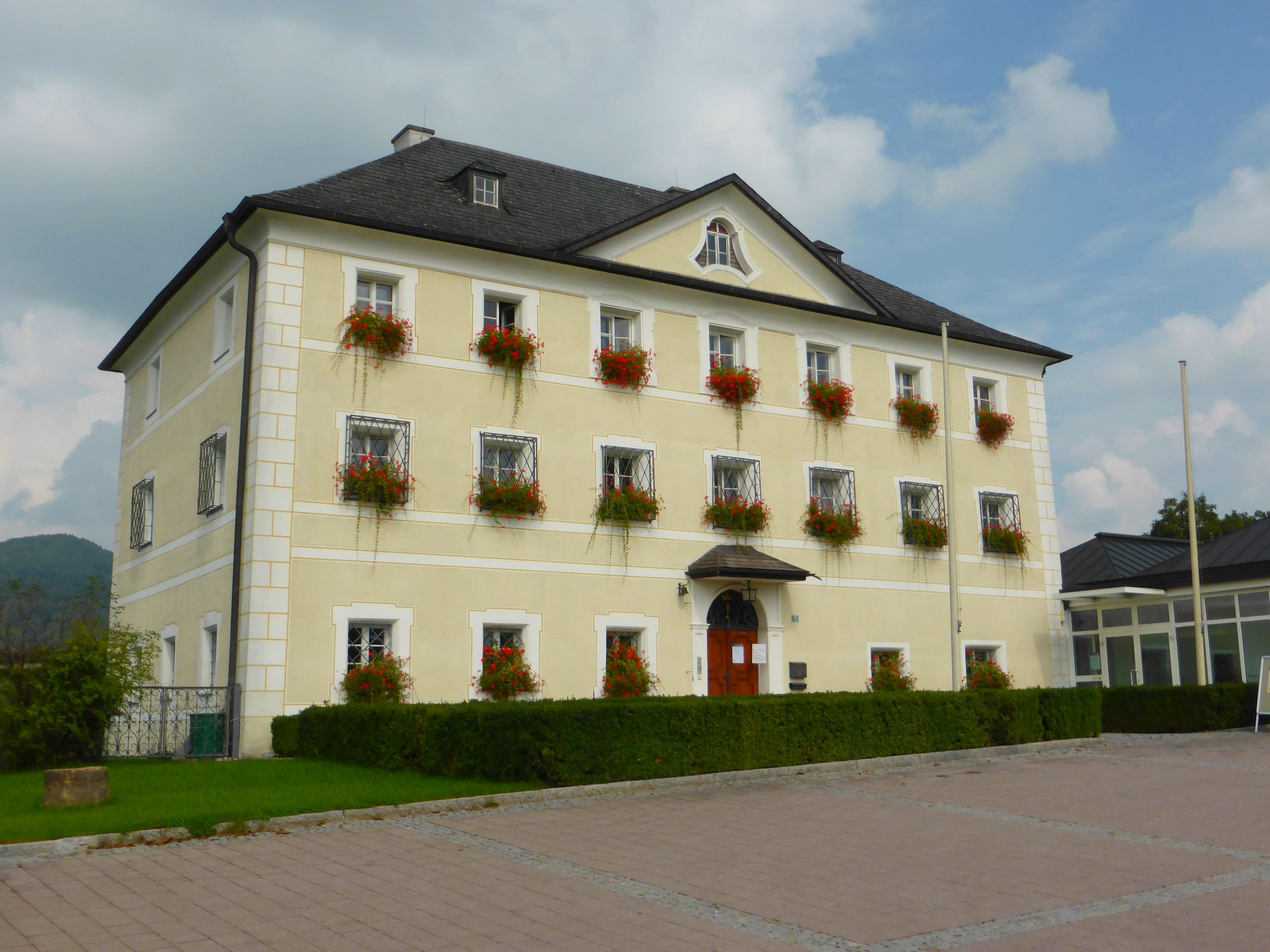
Dechantshof der Pfarre Bergheim

## Dechanthof
Der Pfarrhof ist ein dreigeschoßiger Barockbau, der im Kern aus dem 16. Jahrhundert stammt. Fassade und Dachstuhl wurden 1760 neu errichtet. 1972 wurde das Gebäude innen umgebaut. Das danebenliegende Pfarrzentrum wurde 1998 erbaut und 1999 von Weihbischof Jakob Mayr eingeweiht.